# Lanteira

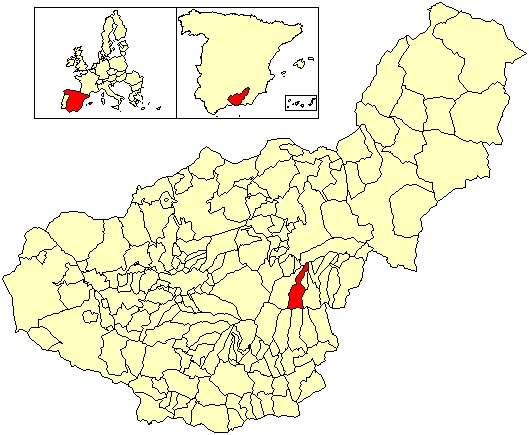
Localização de Lanteira

Lanteira é um município da Espanha na província de Granada, de área 52,53 km² com população de 605 habitantes (2007) e densidade populacional de 9,65 hab/km².

## Demografia
| Variação demográfica do município entre 1991 e 2004 | Variação demográfica do município entre 1991 e 2004 | Variação demográfica do município entre 1991 e 2004 | Variação demográfica do município entre 1991 e 2004 |
| --------------------------------------------------- | --------------------------------------------------- | --------------------------------------------------- | --------------------------------------------------- |
| 1991                                                | 1996                                                | 2001                                                | 2004                                                |
| 715                                                 | 683                                                 | 614                                                 | 507                                                 |